# Stegastes acapulcoensis
Stegastes acapulcoensis е вид лъчеперка от семейство Pomacentridae.

## Разпространение
Видът е разпространен в Гватемала, Еквадор, Колумбия, Коста Рика, Мексико, Никарагуа, Панама, Перу, Салвадор и Хондурас.